# Boisemont (Val-d'Oise)
Boisemont é uma comuna francesa na região administrativa da Ilha de França, no departamento do Vale do Oise. Estende-se por uma área de 2.77 km². Em 2010 a comuna tinha 796 habitantes (densidade: 287,4 hab./km²).